# 담관암
담관암(Cholangiocarcinoma)은 담관에 생기는 암의 일종이다. 담관암의 증상으로는 복통, 황달, 체중 감소, 전신 가려움증, 발열 등이 있다. 밝은 색의 대변이나 어두운 소변도 나타날 수 있다. 다른 담도암으로는 담낭암과 담췌관암이 있다.
담관암의 위험 요인으로는 원발성 경화성 담관염(담관의 염증성 질환), 궤양성 대장염, 간경변, C형 간염, B형 간염, 특정 간흡충 감염, 일부 선천성 간 기형 등이 있다. 그러나 대부분의 사람들은 식별 가능한 위험 요인이 없다. 진단은 혈액 검사, 의료 영상, 내시경 검사, 때로는 외과적 탐색의 조합을 기반으로 의심된다. 이 질병은 현미경으로 종양의 세포를 검사하여 확인한다. 일반적으로 선암(샘을 형성하거나 뮤신을 분비하는 암)이 원인이다.
담관암은 일반적으로 진단 시 완치가 불가능하므로 조기에 발견하는 것이 가장 이상적이다. 이러한 경우 완화 치료에는 외과적 절제술, 화학 요법, 방사선 요법, 스텐트 시술이 포함될 수 있다. 총담관에 발생한 경우 약 1/3에서, 다른 위치에 발생한 경우에는 드물게 수술로 종양을 완전히 제거하여 완치할 수 있다. 수술적 제거에 성공한 경우에도 일반적으로 화학 요법과 방사선 요법이 권장된다. 경우에 따라 수술에 간 이식이 포함될 수 있다. 수술이 성공하더라도 5년 생존율은 일반적으로 50% 미만이다.
담관암은 서구에서는 드물게 발생하며, 연간 10만 명당 0.5~2명에서 발생하는 것으로 추정된다. 간흡충이 흔한 동남아시아에서는 발병률이 더 높다. 태국 일부 지역의 발병률은 연간 10만 명당 60명이다. 일반적으로 70대에 발생하지만, 원발성 경화성 담관염 환자의 경우 40대에도 발생하는 경우가 많다. 서구에서는 간 내 담관암 발생률이 증가하고 있다.

## 징후 및 증상

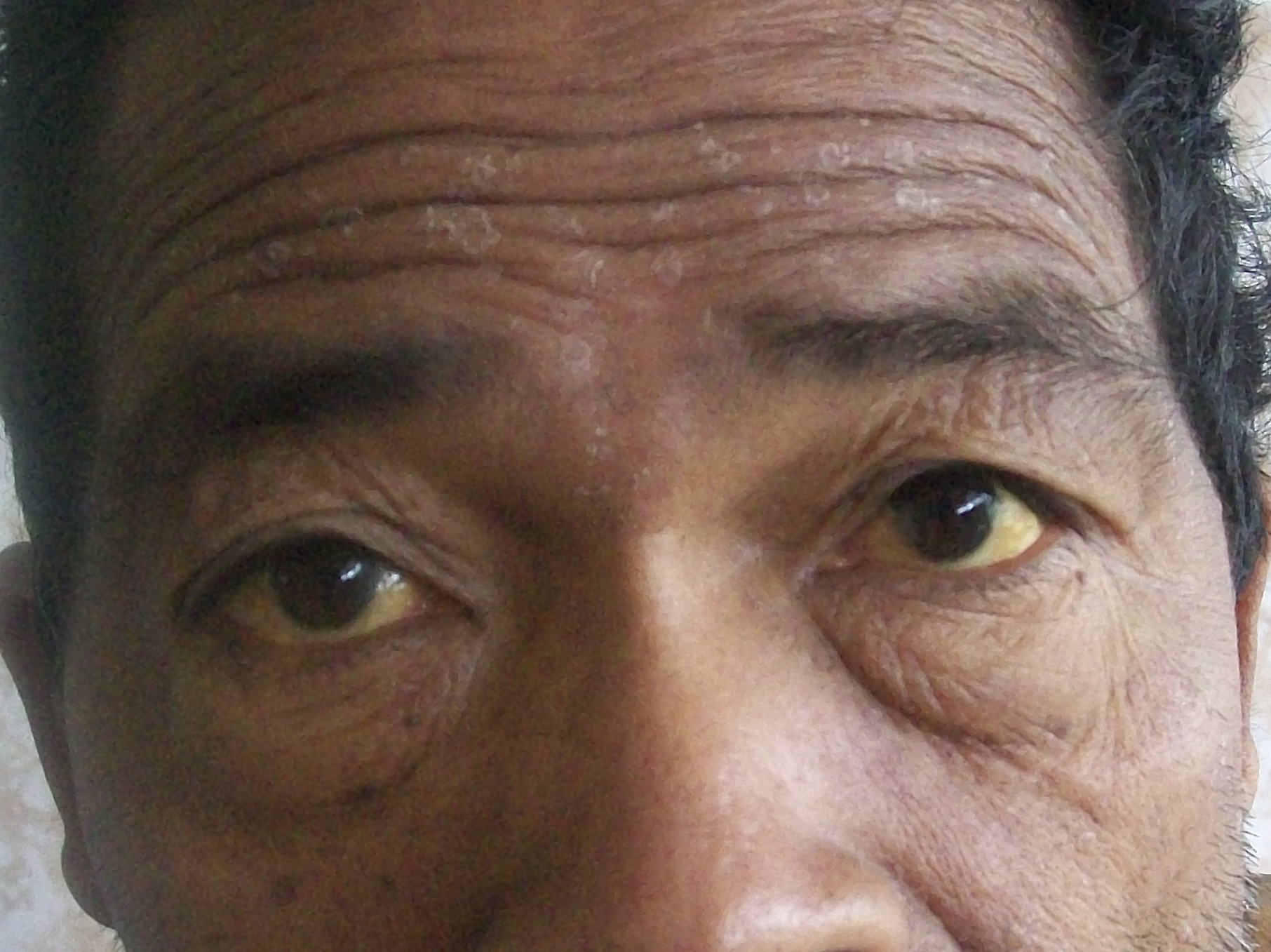
피부(황달)와 눈(공막)이 노랗게 변한다.

담관암의 가장 흔한 신체적 징후는 간 기능 검사 이상, 황달(담관이 종양에 의해 막혀 눈과 피부가 노랗게 변하는 증상), 복통(30-50%), 전신 가려움증(66%), 체중 감소(30-50%), 발열(최대 20%), 대변이나 소변 색 변화 등이다. 증상은 종양의 위치에 따라 어느 정도 달라지는데, 간외 담관(간 바깥쪽)에 담관암이 있는 사람은 황달이 나타날 가능성이 높고, 간내 담관에 종양이 있는 사람은 황달 없이 통증만 있는 경우가 더 흔하다.
담관암 환자의 간 기능 혈액 검사에서 빌리루빈, 알칼리성 포스파테이스, 감마 글루타밀 전이효소 수치는 상승하고 트랜스아미네이스 수치는 비교적 정상인 소위 "폐쇄성 소견"이 나타나는 경우가 많다. 이러한 실험실 소견은 황달의 주요 원인으로 간 실질의 염증이나 감염이 아닌 담관 폐쇄를 시사한다.

## 위험 요소

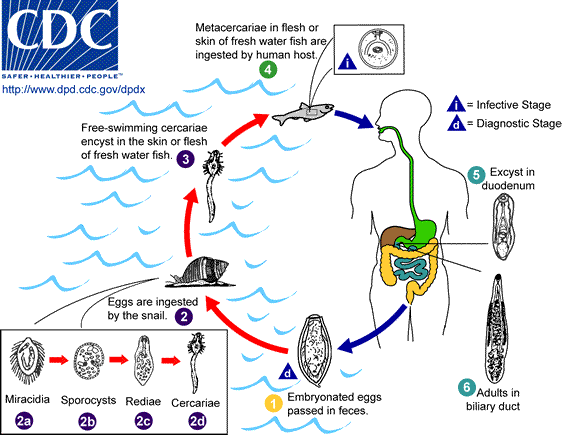
담관암과 관련된 간흡충증, 클로노르키스 시넨시스의 생활주기

대부분의 사람들은 뚜렷한 위험 요인을 발견하지 못한 채 담관암에 걸리지만, 담관암 발병의 위험 요인은 여러 가지가 알려져 있다. 서양에서는 궤양성 대장염(UC)과 밀접한 관련이 있는 담관의 염증성 질환인 원발성 경화성 담관염(PSC)이 가장 흔하다. 역학 연구에 따르면 담관 경화성 담관염 환자의 평생 담관암 발병 위험은 10~15% 정도이지만, 부검에서는 30%까지 높은 발병률을 보인다고 한다. DNA 복구 기능이 저하된 염증성 장 질환 환자의 경우, 담도 염증과 담즙산으로 인한 DNA 손상으로 인해 원발성 경화성 담관염에서 담관암으로 진행될 수 있다.
특정 기생충성 간 질환도 위험 요인이 될 수 있다. 간흡충인 오피스토키스 비베리니(태국, 라오스, 베트남에서 발견) 또는 클로노르키스 시넨시스(중국, 대만, 러시아 동부, 한국, 베트남에서 발견)의 군집화는 담관암 발병과 관련이 있다. 일부 국가에서는 날 음식과 덜 익힌 음식의 섭취를 억제하기 위한 통제 프로그램(통합 오피스토키스 통제 프로그램)이 담관암 발생을 줄이는 데 성공했다. 바이러스성 간염(예: B형 간염 또는 C형 간염), 알코올성 간 질환, 기타 원인으로 인한 간경변 등 만성 간 질환이 있는 사람은 담관암 발생 위험이 상당히 높다. HIV 감염도 한 연구에서 담관암의 잠재적 위험 요인으로 확인되었지만, HIV 자체 또는 다른 상관관계가 있는 혼란 요인(예: C형 간염 감염)이 연관성을 유발하는지는 불분명하다.
헬리코박터 빌리스 및 헬리코박터 헤파티쿠스 박테리아에 감염되면 담도암이 발생할 수 있다.
캐롤리병(5가지 담낭 낭종의 특정 유형)과 같은 선천성 간 이상은 담관암의 평생 발병 위험과 약 15%의 연관이 있는 것으로 알려져 있다. 희귀 유전성 질환인 린치 증후군 II와 담도 유두종증도 담관암과 관련이 있는 것으로 밝혀졌다. 담석의 존재(담석증)의 존재는 담관암과 명확하게 연관되어 있지 않다. 그러나 서양에서는 드물지만 아시아 일부 지역에서는 흔한 간내 결석(간경변증)은 담관암과 밀접한 관련이 있는 것으로 알려져 있다. 방사선 조영제로 사용되는 이산화토륨의 한 형태인 토로트라스트에 노출되면 노출 후 30~40년 후에 담관암이 발생하는 것으로 알려져 있으며, 토로트라스트는 발암성 때문에 1950년대에 미국에서 사용이 금지된 바 있다.

## 병태생리학

담관 위치를 보여주는 소화기 계통 다이어그램.

담관암은 간 내부 또는 외부 담관의 모든 부위에 발생할 수 있다. 간 내 담관에서 발생하는 종양을 간내, 간 외 담관에서 발생하는 종양을 간외, 담관이 간에서 빠져나가는 부위에서 발생하는 종양을 간주변이라고 한다. 좌측 및 우측 간관이 만나 총간관을 형성하는 접합부에서 발생하는 담관암은 시작 형태로로 클라츠킨 종양이라고 한다.
담관암은 담도를 감싸고 있는 상피 세포의 선암의 조직학적 및 분자적 특징을 가지고 있는 것으로 알려져 있지만, 실제 기원 세포는 알려져 있지 않다. 최근의 증거에 따르면 원발성 종양을 생성하는 초기 형질 전환 세포가 만능 간 줄기세포에서 유래할 수 있다고 한다. 담관암은 초기 증식 및 전이에서 이형성을 거쳐 암종으로 발전하는 일련의 단계를 거쳐 대장암의 발생과 유사한 과정을 통해 발전하는 것으로 생각된다. 담관의 만성 염증과 폐쇄, 이로 인한 담즙 흐름 장애가 이러한 진행에 중요한 역할을 하는 것으로 알려져 있다.
조직학적으로 담관암은 미분화에서 잘 분화된 것까지 다양할 수 있다. 담관암은 종종 활발한 섬유화 또는 탈형성 조직 반응으로 둘러싸여 있으며, 광범위한 섬유화가 있는 경우 잘 분화된 담관암과 정상적인 반응성 상피를 구별하기 어려울 수 있다. 사이토케라틴, 카르시노 배아 항원, 뮤신 염색이 진단에 도움이 될 수 있지만, 악성 담관 조직과 양성 담관 조직을 구별할 수 있는 완전히 특정한 면역 조직 화학 염색법은 없다. 대부분의 종양(>90%)은 선암이다.

## 진단

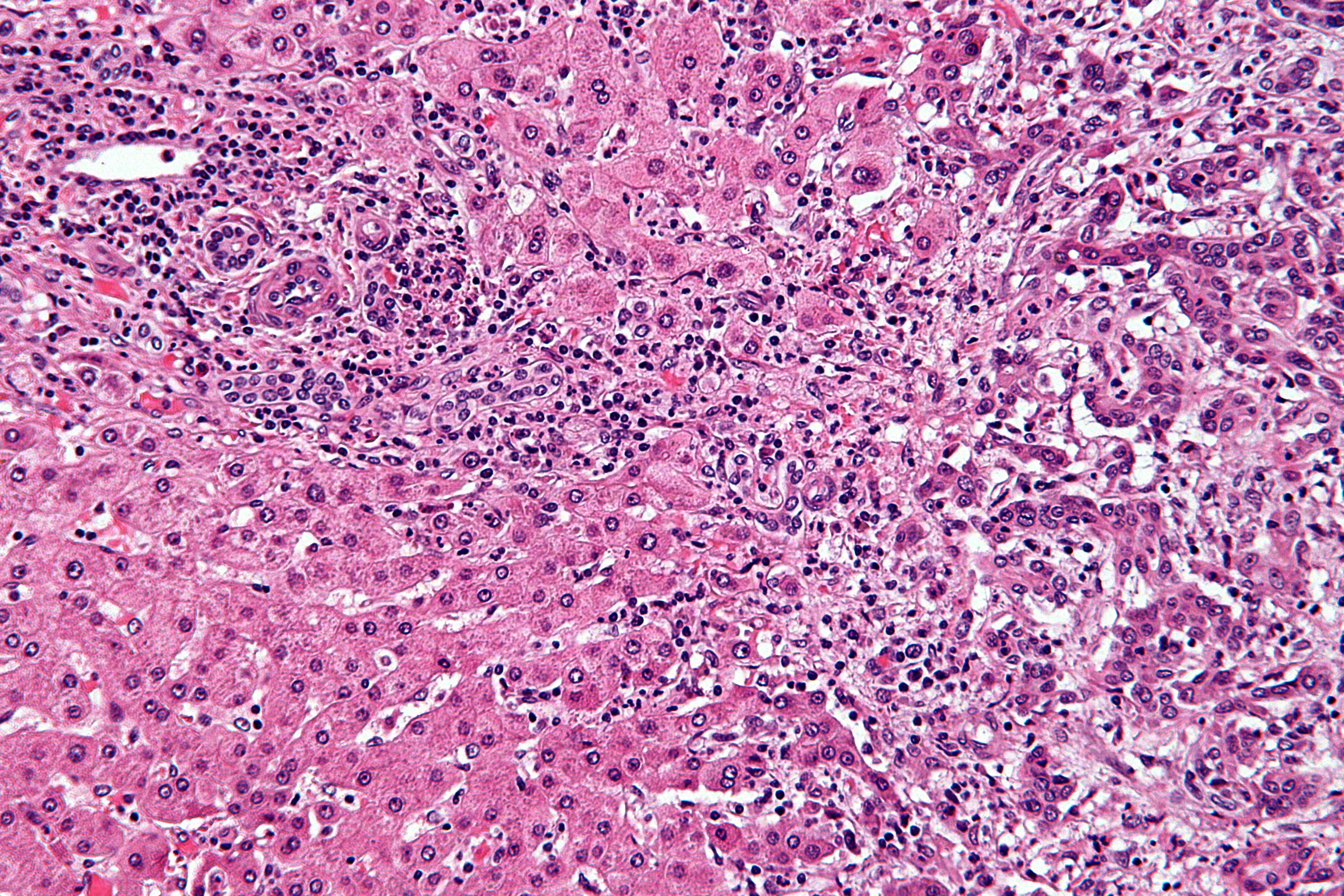
간내, 즉 간에서 발생한 담관암의 현미경 사진(이미지 오른쪽); 양성 간세포가 보인다(이미지 왼쪽). 조직학적으로는 (1) 비정형 담관 유사 세포(이미지 왼쪽)가 소엽간격(담관의 정상적인 해부학적 위치)에서 종양으로부터 확장되고 (2) 종양에 담관암에서 흔히 볼 수 있는 탈형성 기질이 풍부하기 때문에 담관암이다. 문맥 삼엽(이미지 왼쪽 위)에는 조직학적으로 정상적인 담관이 있다. H&E 염색.

### 혈액 검사
담관암을 단독으로 진단할 수 있는 특정 혈액 검사는 없다. 혈청 내 암배아항원(CEA)과 CA19-9 수치는 종종 상승하지만 일반적인 선별 도구로 사용할 만큼 민감하거나 특이적이지 않다. 그러나 담관암이 의심되는 진단을 뒷받침하는 데 영상 검사 방법과 함께 사용하면 유용할 수 있다.

### 복부 영상

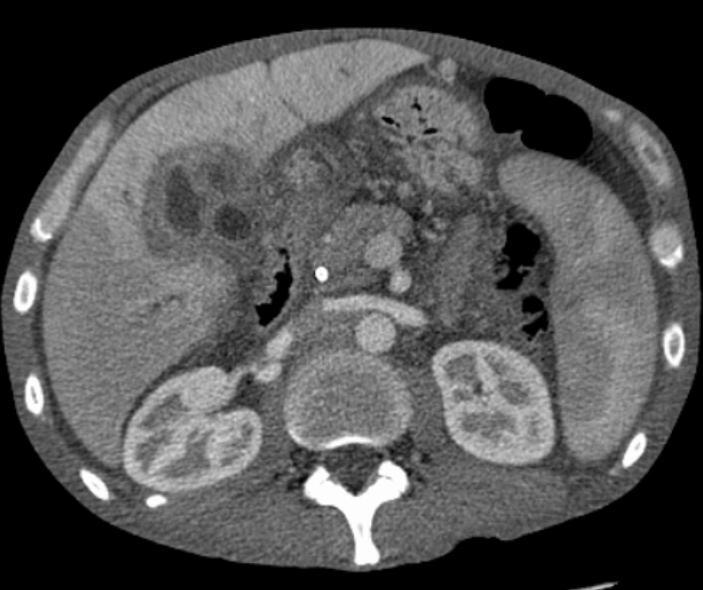
담관암을 보여주는 CT 스캔

간 및 담도 초음파는 폐쇄성 황달이 의심되는 환자의 초기 영상 검사로 자주 사용된다. 초음파는 폐쇄와 담관 확장을 확인할 수 있으며, 경우에 따라 담관암을 진단하는 데 충분할 수 있다. 컴퓨터 단층촬영(CT) 스캔도 담관암 진단에 중요한 역할을 할 수 있다.

### 담관의 의학 영상

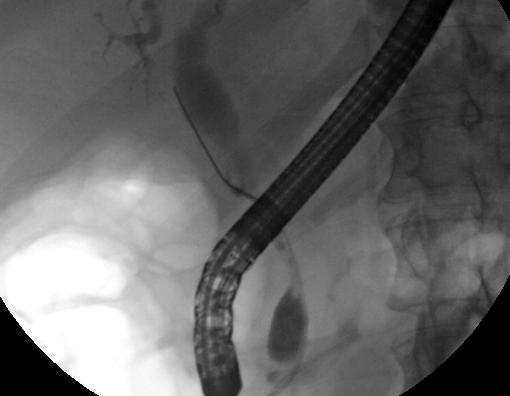
총담관 협착 및 근위부 총담관 확장을 보여주는 담관암의 ERCP 이미지

복부 영상은 담관암 진단에 유용할 수 있지만, 담관을 직접 촬영하는 것이 필요한 경우가 많다. 내시경 역행성 담췌관 조영술(Endoscopic retrograde cholangiopancreatography, ERCP)은 소화기내과 전문의 또는 특수 훈련을 받은 외과의가 시행하는 내시경 시술로, 이러한 목적으로 널리 사용되고 있다. ERCP는 침습적인 시술로 위험성이 수반되지만, 생검을 하고 스텐트를 삽입하거나 담도 폐쇄를 완화하기 위한 기타 중재를 수행할 수 있다는 장점이 있다. 내시경 초음파는 ERCP 시에도 시행할 수 있으며 생검의 정확성을 높이고 림프절 침범 및 수술 가능성에 대한 정보를 얻을 수 있다. ERCP의 대안으로 경피 경간 담관 조영술(percutaneous transhepatic cholangiography, PTC)을 사용할 수 있다. 자기공명 담췌관 조영술(Magnetic resonance cholangiopancreatography, MRCP)은 ERCP의 비침습적 대안이다. 일부 저자는 MRCP가 종양을 더 정확하게 정의할 수 있고 ERCP의 위험을 피할 수 있으므로 담도암 진단에서 ERCP를 대체해야 한다고 제안했다.

### 수술

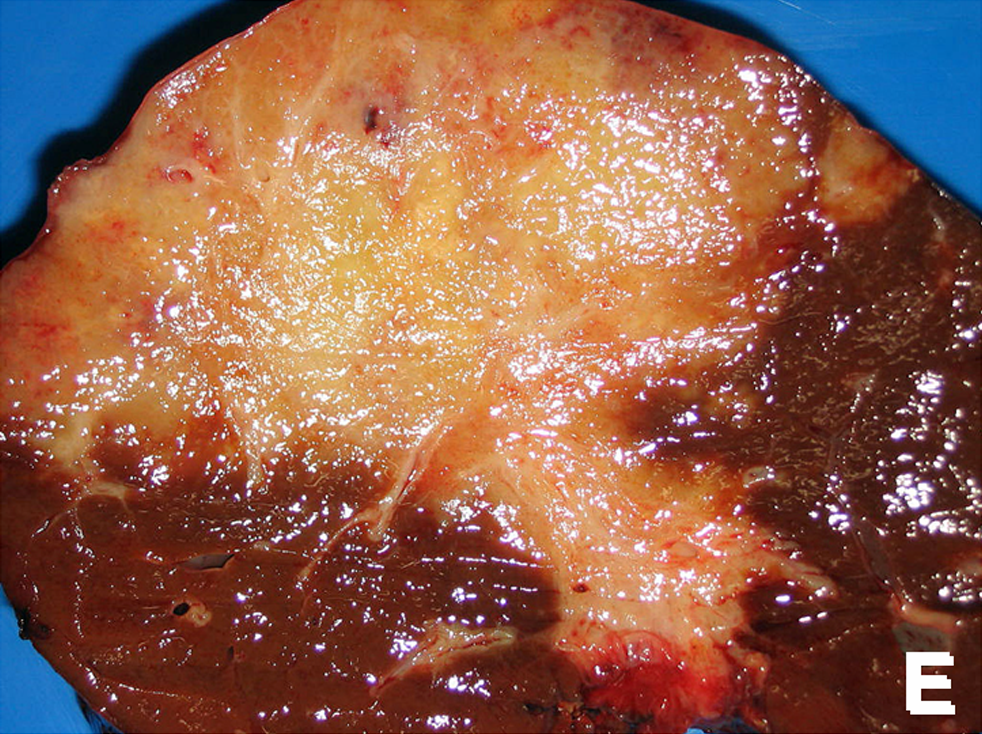
인간 간 담관암 사진.

적절한 생검을 얻고 담관암 환자의 병기를 정확하게 결정하기 위해 외과적 탐색이 필요할 수 있다. 복강경 검사는 병기 결정 목적으로 사용할 수 있으며 일부 사람에게는 개복술과 같은 침습적 수술 절차를 피할 수 있다.

### 병리
조직학적으로 담관암은 일반적으로 잘 분화된 선암에서 중간 정도 분화된 선암이다. 면역 조직 화학은 진단에 유용하며 담관암과 간세포암 및 다른 위장관 종양의 전이를 구별하는 데 사용될 수 있다. 이러한 종양은 일반적으로 탈형성 기질을 가지고 있기 때문에 세포학적 스크래핑은 진단에 도움이 되지 않으며, 따라서 스크래핑을 통해 진단용 종양 세포를 방출하지 않다.

### 병기
담관암에 대한 병기 체계는 적어도 세 가지(예: 비스무트, 블룸가트, 미국 암 공동 위원회)가 있지만, 생존을 예측하는 데 유용한 것으로 밝혀진 것은 하나도 없다. 가장 중요한 병기 문제는 종양을 수술로 제거할 수 있는지, 아니면 수술적 치료가 성공하기에는 너무 진행된 상태인지 여부이다. 종종 이러한 결정은 수술 시점에만 내릴 수 있다.
수술에 대한 일반적인 가이드라인은 다음과 같다:
- 림프절 또는 간 전이가 없는 경우
- 간문맥의 침범이 없음
- 인접 장기의 직접적인 침범이 없음
- 광범위한 전이성 질환이 없음

## 치료
담관암은 모든 종양을 완전히 절제(수술로 잘라내는 것)할 수 없는 한 치료가 불가능하고 빠르게 치사하는 질병으로 간주된다. 대부분의 경우 종양의 수술 가능 여부는 수술 중에만 평가할 수 있기 때문에 종양이 수술이 불가능하다는 명확한 징후가 없는 한 대부분의 사람들은 탐색적 수술을 받는다. 그러나 메이요 클리닉에서는 프로토콜화된 접근 방식과 엄격한 선택 기준을 사용하여 간 이식을 통해 조기 담관암을 치료하는 데 상당한 성공을 거두었다고 보고했다.
간 이식 후 보조 요법은 절제 불가능한 특정 사례의 치료에 역할을 할 수 있다. 경동맥화학색전술(TACE), 경동맥방사색전술(TARE) 및 절제 요법을 포함한 국소 요법은 간내 변종 담관암에서 수술 후보가 아닌 사람들에게 완화 또는 잠재적 완치를 제공하는 역할을 한다.

### 보조 화학 요법 및 방사선 요법
종양을 수술로 제거할 수 있는 경우, 완치 가능성을 높이기 위해 수술 후 보조 화학 요법이나 방사선 치료를 받을 수 있다. 조직 변연이 음성인 경우(즉, 종양이 완전히 절제된 경우) 보조 요법은 불확실한 이점이 있다. 이러한 환경에서 보조 방사선 요법에 대해 양성 및 음성결과가 모두 보고되었으며, 2007년 3월 현재 전향적 무작위 대조 시험은 수행되지 않았다. 보조 화학 요법은 종양이 완전히 절제된 환자에게는 효과가 없는 것으로 보인다. 이 환경에서 병용 화학 방사선 요법의 역할은 불분명하다. 그러나 종양 조직 변연이 양성인 경우, 즉 수술로 종양이 완전히 제거되지 않았음을 나타내는 경우, 이용 가능한 데이터에 근거하여 일반적으로 방사선 및 화학 요법을 포함한 보조 요법을 권장한다.

### 진행성 질환의 치료
담관암의 대부분은 수술이 불가능한(절제 불가능한) 질환으로 나타나며 이 경우 일반적으로 방사선 요법 유무에 관계없이 고식적 화학 요법으로 치료한다. 화학 요법은 무작위 대조 시험에서 수술 불가능한 담관암 환자의 삶의 질을 개선하고 생존 기간을 연장하는 것으로 나타났다. 보편적으로 사용되는 단일 화학 요법은 없으며, 가능하면 임상 시험에 등록하는 것이 좋다. 담관암 치료에 사용되는 화학 요법에는 5-플루오로우라실과 류코보린, 젬시타빈 단일제, 또는 젬시타빈과 시스플라틴, 이리노테칸, 또는 카페시타빈이 포함된다. 소규모 파일럿 연구에 따르면 진행성 담관암 환자에게 티로신 키나아제 억제제인 엘로티닙이 도움이 될 수 있는 것으로 나타났다. 방사선 요법은 절제된 간외 담관암 환자의 생존을 연장하는 것으로 보이며, 절제 불가능한 담관암에 방사선 요법을 사용한 소수의 보고에 따르면 생존율이 개선된 것으로 보이지만 그 수가 적다.
인피그라티닙(성분명: 트루셀틱)은 2021년 5월 미국에서 의료용으로 승인된 섬유아세포 성장인자 수용체(FGFR)의 티로신 키나제 억제제이다. 이전에 치료받은 적이 있는 국소 진행성 또는 전이성 담관암 환자 중 FGFR2 융합 또는 재배열이 있는 환자를 치료하는 데 사용된다.
페미가티닙(페마자이어)은 2020년 4월 미국에서 의료용으로 승인된 섬유아세포 성장인자 수용체 2(FGFR2)의 키나아제 억제제이다. 이 약은 이전에 치료받은 적이 있고 절제 불가능한 국소 진행성 또는 전이성 담관암 성인 환자 중 FDA 승인 검사에서 섬유아세포 성장인자 수용체 2(FGFR2) 융합 또는 기타 재배열이 발견되는 환자의 치료에 사용된다.
이보데시닙(티브소보)은 이소시트레이트 탈수소효소 1의 저분자 억제제이다. FDA는 2021년 8월 이보시데닙을 이전에 치료받은 적이 있는 국소 진행성 또는 전이성 담관암 성인 환자 중 FDA 승인 검사에서 이소시트레이트 탈수소효소-1(IDH1) 돌연변이가 확인된 환자에 대해 승인했다.
더발루맙(성분명: 임핀지)은 면역 세포 표면의 PD-L1 단백질을 차단하여 면역 체계가 종양 세포를 인식하고 공격할 수 있도록 하는 면역 체크포인트 억제제이다. 3상 임상시험에서 두발루맙은 진행성 담도암 환자의 1차 치료제로 표준 화학요법과 병용하여 화학요법 단독요법 대비 전체 생존기간 및 무진행 생존기간을 통계적으로 유의미하고 임상적으로 의미 있게 개선한 것으로 나타났다.
퓨티바티닙(리트고비)은 2022년 9월 미국에서 의료용으로 승인되었다.

## 예후
담관암은 수술적 절제만이 유일한 완치 가능성을 제공한다. 절제가 불가능한 경우, 원위 림프절에 전이가 있어 수술이 불가능한 경우 5년 생존율은 0%이며, 일반적으로는 5% 미만이다. 전이성 질환을 가진 환자의 전체 평균 생존 기간은 6개월 미만이다.
수술의 경우 종양의 위치와 종양을 완전히 제거할 수 있는지 또는 부분적으로만 제거할 수 있는지에 따라 완치 확률이 달라진다. 원위부 담관암(총담관에서 발생한 담관암)은 일반적으로 휘플 시술로 수술 치료하며, 장기 생존율은 15~25%이지만 한 연구에서는 림프절 침범이 없는 환자의 5년 생존율이 54%에 달한다고 보고했다. 간내 담관암(간 내 담관에서 발생하는 담관암)은 일반적으로 부분 간 절제술로 치료한다. 다양한 시리즈에서 수술 후 생존율이 22~66%에 이르는 것으로 보고되었으며, 림프절 침범 여부와 수술의 완전성에 따라 결과가 달라질 수 있다. 담관 주위 담관암(담관이 간에서 빠져나가는 곳 근처에서 발생하는 암)은 수술 가능성이 가장 낮다. 수술이 가능한 경우 일반적으로 담낭과 잠재적으로 간 일부를 제거하는 등 공격적인 접근 방식으로 치료한다. 수술 가능한 담관 주위 종양 환자의 5년 생존율은 20~50%로 보고되고 있다.
원발성 경화성 담관염 환자에서 담관암이 발생하면 예후가 더 나쁠 수 있는데, 이는 암이 진행될 때까지 발견되지 않기 때문일 가능성이 높다. 일부 증거에 따르면 보다 적극적인 수술적 접근과 보조 요법을 통해 예후가 개선될 수 있다고 한다.

## 역학
| 국가       | IC (men/women) | EC (men/women) |
| ---------- | -------------- | -------------- |
| 미국       | 0.60/0.43      | 0.70/0.87      |
| 일본       | 0.23/0.10      | 5.87/5.20      |
| 호주       | 0.70/0.53      | 0.90/1.23      |
| 영국       | 0.83/0.63      | 0.43/0.60      |
| 스코트랜드 | 1.17/1.00      | 0.60/0.73      |
| 프랑스     | 0.27/0.20      | 1.20/1.37      |
| 이탈리아   | 0.13/0.13      | 2.10/2.60      |

담관암은 비교적 드문 형태의 암으로, 매년 미국에서 약 2,000~3,000건의 새로운 사례가 진단되며 이는 인구 10만 명당 1~2건의 연간 발병률로 환산할 수 있다. 부검에서는 0.01%에서 0.46%의 유병률을 보고했다. 아시아에서는 담관암의 유병률이 더 높은데, 이는 풍토성 만성 기생충 감염에 기인한 것으로 알려져 있다. 담관암의 발생률은 나이가 들면서 증가하며, 여성보다 남성에서 약간 더 흔하다(남성의 주요 위험 요인인 원발성 경화성 담관염의 비율이 높기 때문일 수 있다). 부검 연구에 따르면 원발성 경화성 담관염 환자의 담관암 유병률은 30%까지 높을 수 있다.
여러 연구에 따르면 간내 담관암 발생률이 꾸준히 증가하고 있으며 북미, 유럽, 아시아, 호주에서 증가 추세를 보이고 있다. 담관암 발생이 증가하는 이유는 명확하지 않으며, 진단 방법의 개선이 부분적인 원인일 수 있지만, 이 기간 동안 HIV 감염과 같은 담관암의 잠재적 위험 인자의 유병률도 증가하고 있다.

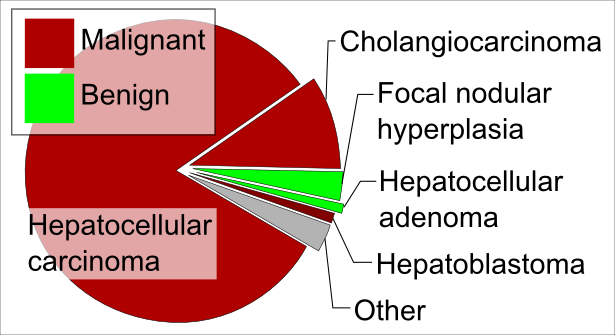
미국 성인의 상대적 발생률에 따른 간 종양 유형, 오른쪽 상단에 담관암이 있다.